# ベリアシアン
| 累代        | 代     | 紀       | 世           | 期                     | 基底年代 Mya |
| ----------- | ------ | -------- | ------------ | ---------------------- | ------------ |
| 顕生代      | 新生代 | 新生代   | 新生代       |                        | 66           |
| 顕生代      | 中生代 | 白亜紀   | 後期白亜紀   | マーストリヒチアン     | 72.1         |
| 顕生代      | 中生代 | 白亜紀   | 後期白亜紀   | カンパニアン           | 83.6         |
| 顕生代      | 中生代 | 白亜紀   | 後期白亜紀   | サントニアン           | 86.3         |
| 顕生代      | 中生代 | 白亜紀   | 後期白亜紀   | コニアシアン           | 89.8         |
| 顕生代      | 中生代 | 白亜紀   | 後期白亜紀   | チューロニアン         | 93.9         |
| 顕生代      | 中生代 | 白亜紀   | 後期白亜紀   | セノマニアン           | 100.5        |
| 顕生代      | 中生代 | 白亜紀   | 前期白亜紀   | アルビアン             | 113          |
| 顕生代      | 中生代 | 白亜紀   | 前期白亜紀   | アプチアン             | 125          |
| 顕生代      | 中生代 | 白亜紀   | 前期白亜紀   | バレミアン             | 129.4        |
| 顕生代      | 中生代 | 白亜紀   | 前期白亜紀   | オーテリビアン         | 132.9        |
| 顕生代      | 中生代 | 白亜紀   | 前期白亜紀   | バランギニアン         | 139.8        |
| 顕生代      | 中生代 | 白亜紀   | 前期白亜紀   | ベリアシアン           | 145          |
| 顕生代      | 中生代 | ジュラ紀 | 後期ジュラ紀 | チトニアン             | 152.1        |
| 顕生代      | 中生代 | ジュラ紀 | 後期ジュラ紀 | キンメリッジアン       | 157.3        |
| 顕生代      | 中生代 | ジュラ紀 | 後期ジュラ紀 | オックスフォーディアン | 163.5        |
| 顕生代      | 中生代 | ジュラ紀 | 中期ジュラ紀 | カロビアン             | 166.1        |
| 顕生代      | 中生代 | ジュラ紀 | 中期ジュラ紀 | バトニアン             | 168.3        |
| 顕生代      | 中生代 | ジュラ紀 | 中期ジュラ紀 | バッジョシアン         | 170.3        |
| 顕生代      | 中生代 | ジュラ紀 | 中期ジュラ紀 | アーレニアン           | 174.1        |
| 顕生代      | 中生代 | ジュラ紀 | 前期ジュラ紀 | トアルシアン           | 182.7        |
| 顕生代      | 中生代 | ジュラ紀 | 前期ジュラ紀 | プリンスバッキアン     | 190.8        |
| 顕生代      | 中生代 | ジュラ紀 | 前期ジュラ紀 | シネムーリアン         | 199.3        |
| 顕生代      | 中生代 | ジュラ紀 | 前期ジュラ紀 | ヘッタンギアン         | 201.3        |
| 顕生代      | 中生代 | 三畳紀   | 後期三畳紀   | レーティアン           | 208.5        |
| 顕生代      | 中生代 | 三畳紀   | 後期三畳紀   | ノーリアン             | 227          |
| 顕生代      | 中生代 | 三畳紀   | 後期三畳紀   | カーニアン             | 237          |
| 顕生代      | 中生代 | 三畳紀   | 中期三畳紀   | ラディニアン           | 242          |
| 顕生代      | 中生代 | 三畳紀   | 中期三畳紀   | アニシアン             | 247.2        |
| 顕生代      | 中生代 | 三畳紀   | 前期三畳紀   | オレネキアン           | 251.2        |
| 顕生代      | 中生代 | 三畳紀   | 前期三畳紀   | インドゥアン           | 251.902      |
| 顕生代      | 古生代 | 古生代   | 古生代       |                        | 541          |
| 原生代      | 原生代 | 原生代   | 原生代       |                        | 2500         |
| 太古代      | 太古代 | 太古代   | 太古代       |                        | 4000         |
| 冥王代      | 冥王代 | 冥王代   | 冥王代       |                        | 4600         |
| 1. 2. 3. 4. |        |          |              |                        |              |

ベリアシアン（英：Berriasian、ベリアス期）は、1億4550万年（誤差400万年）前から1億4020万年（誤差300万年）前にあたる白亜紀最初の地質時代の一つ。
名称は1869年、Henri Coquandによる文献に記載されている。フランスのアルデシュ県にあるベリアス村に由来している。

## 層序の定義
イギリスのパーベック累層はベリアシアンのものであり、それまではパーベックとウェルデンがこの時代の基準として用いられていた。
ベリアシアンの始まり（白亜紀の始まりでもある）は慣習的にアンモナイトの一種であるBerriasella jacobiの出現によって定められてきた（GSSP：国際境界模式層断面と断面上のポイントによる）が、期の基準を明確化し、よりはっきりとした層序の区別をつけるために国際地質科学連合（IUGS）によって再検討がなされている。Nannoconus steinmanniiのような石灰質の微小な化石から、繊毛虫の一種であるCalpionellids、アンモナイト、花粉学や古地磁気学による情報が用いられているが、特にchron m18rという地磁気の記録が明白である。
テチス海が存在していた地域において、ベリアシアンはアンモナイトに基づいた4つの層に分けられる（新しい時代から古い時代にかけて）。
- Thurmanniceras otopeta
- Subthurmannia boissieri
- Subthurmannia occitanica
- Berriasella jacobi

ベリアシアン末期（バランギニアン初期）にはCalpionellidのCalpionellites darderiが初めて現れる。この化石はアンモナイトの Thurmanniceras pertransiens よりもわずかに下から見出せる。

## この時代の古生物

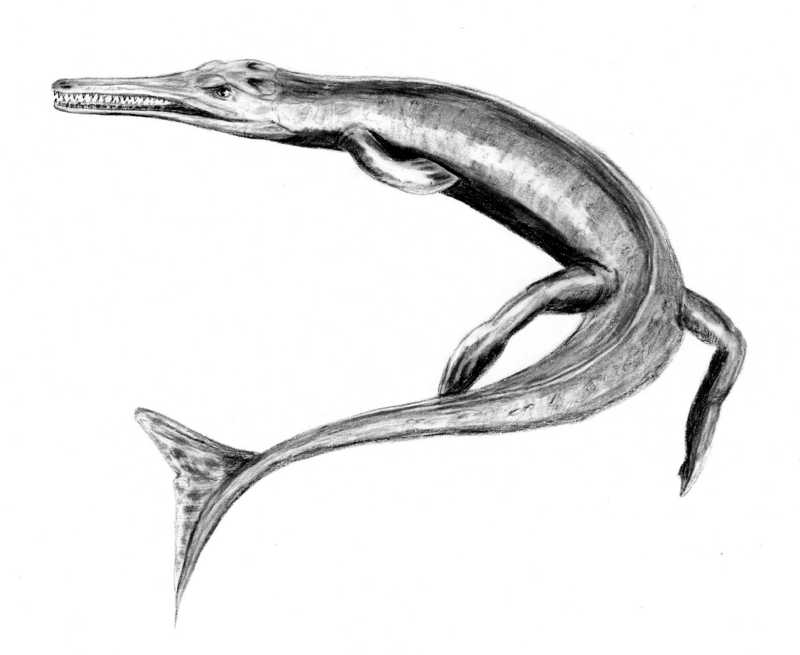
ゲオサウルス

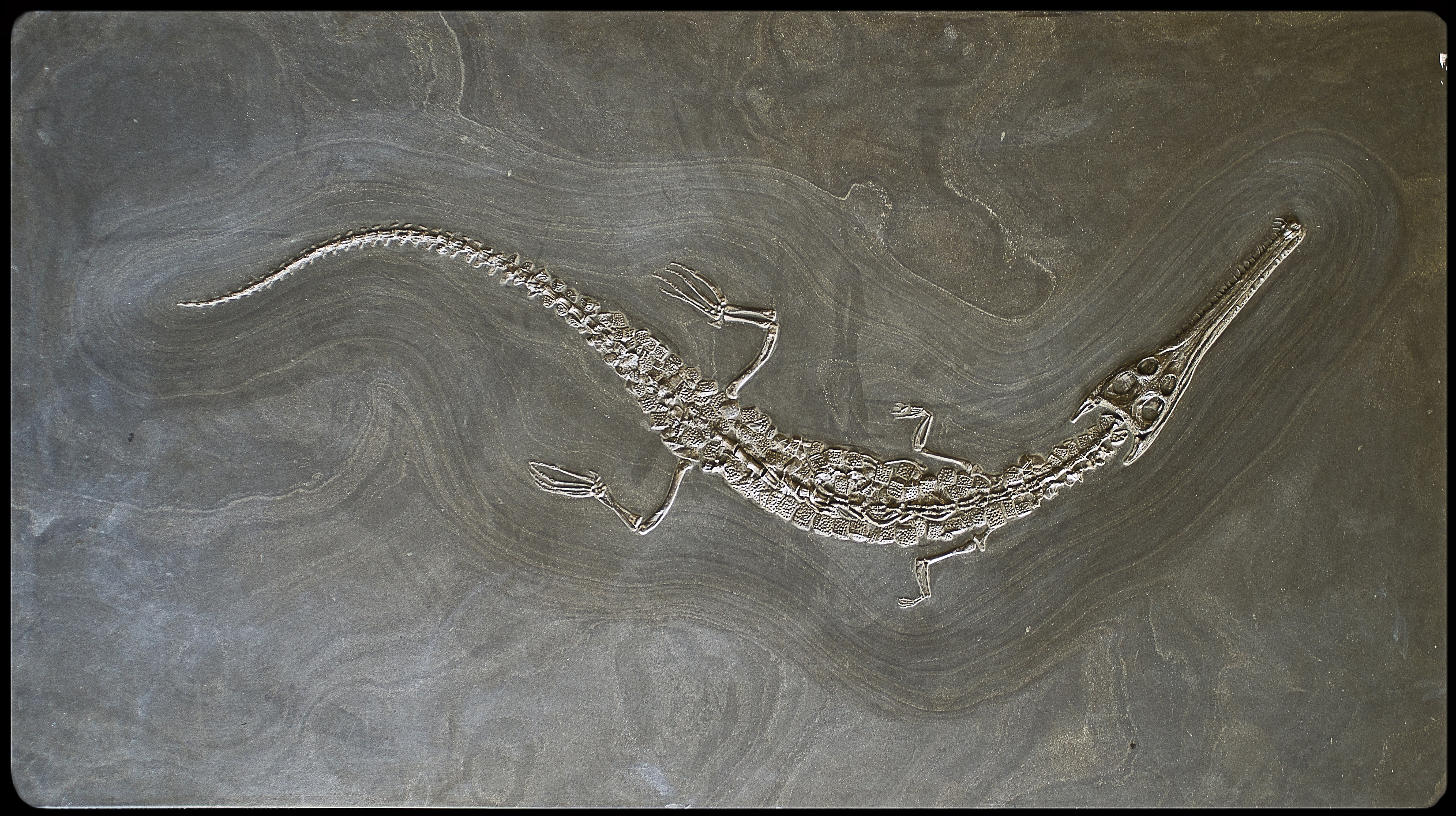
ステネオサウルス

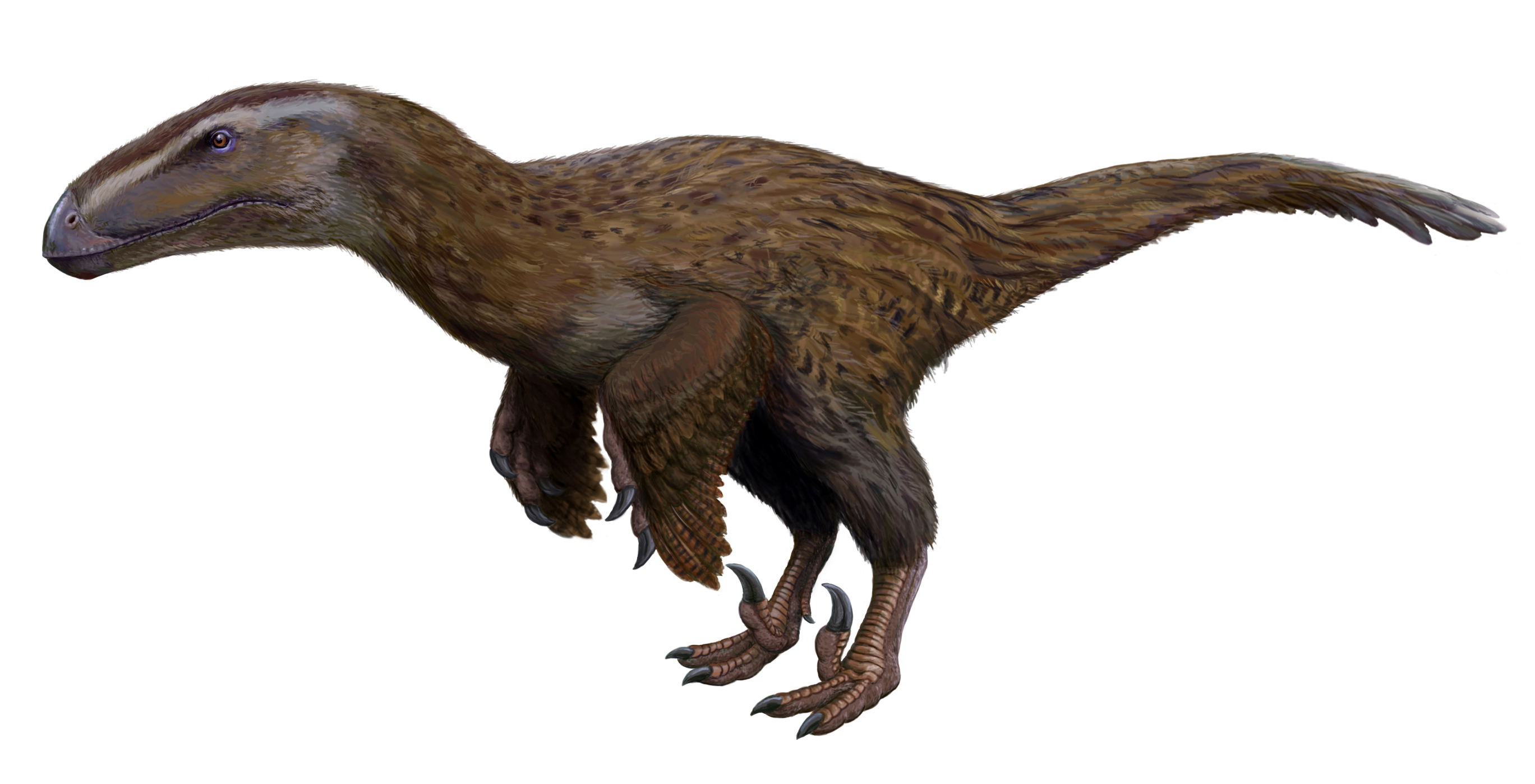
近縁種を元にしたドロマエオサウロイデスの想像図

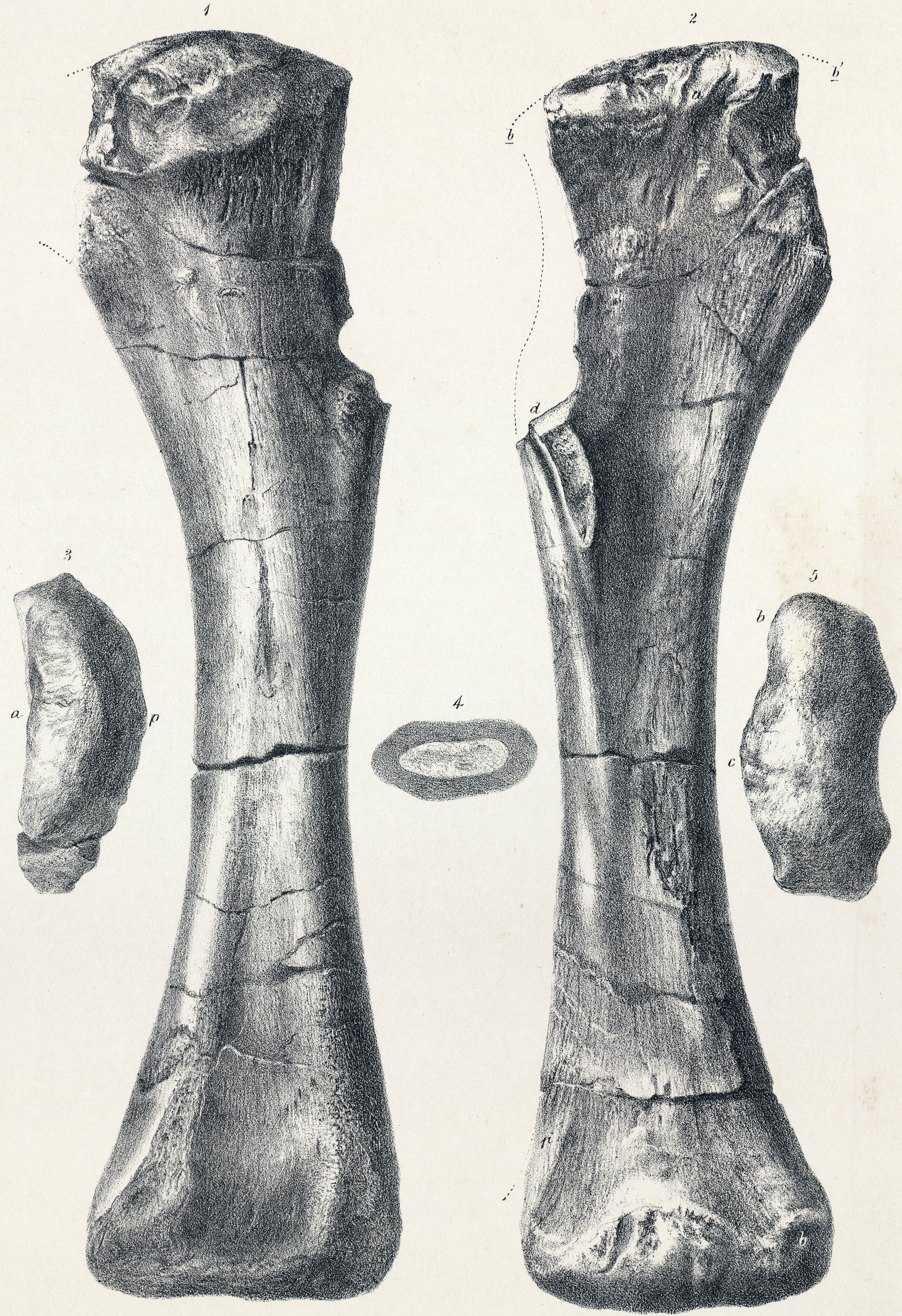
ベロロサウルスの上腕骨（正基準標本）

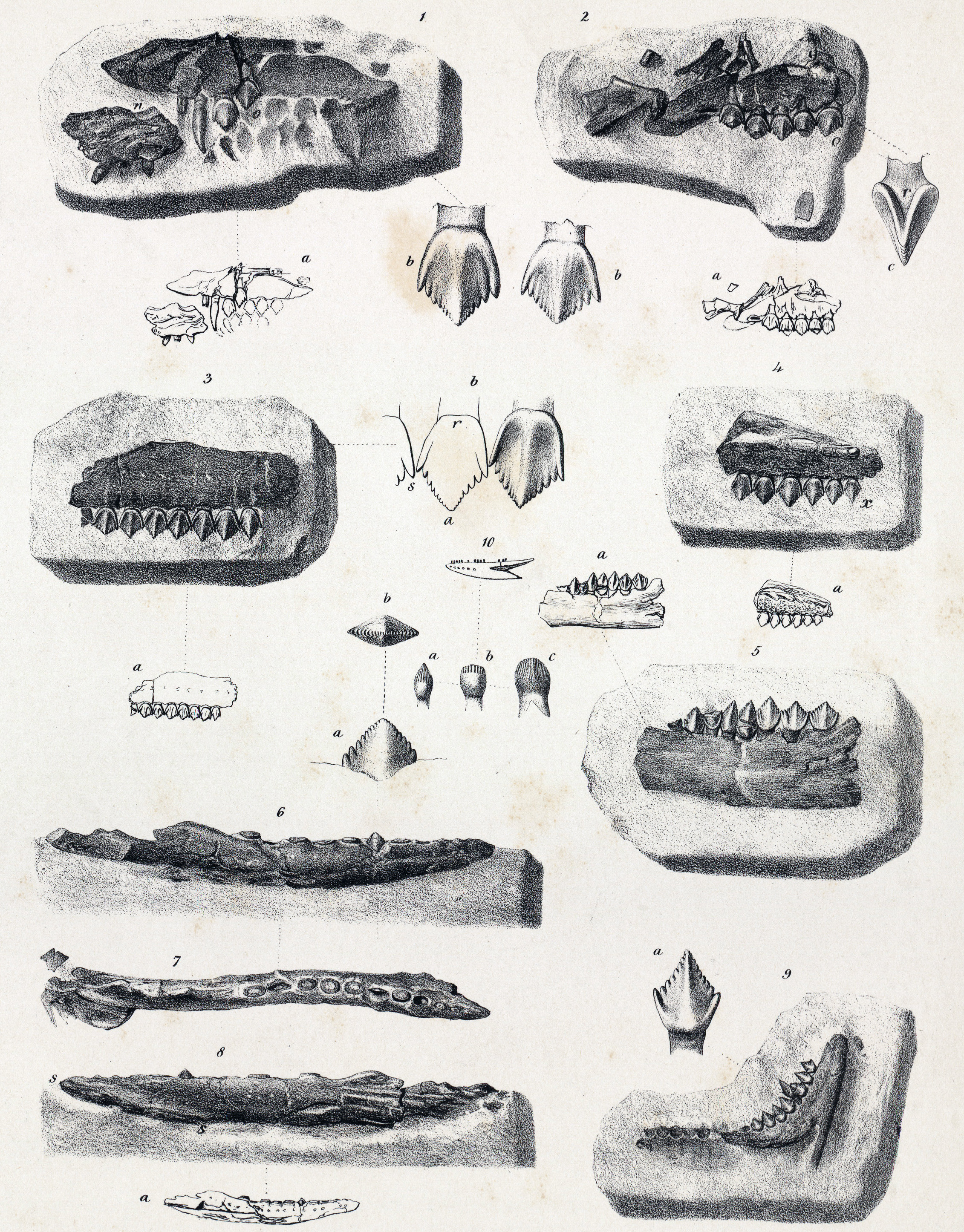
エキノドンの歯

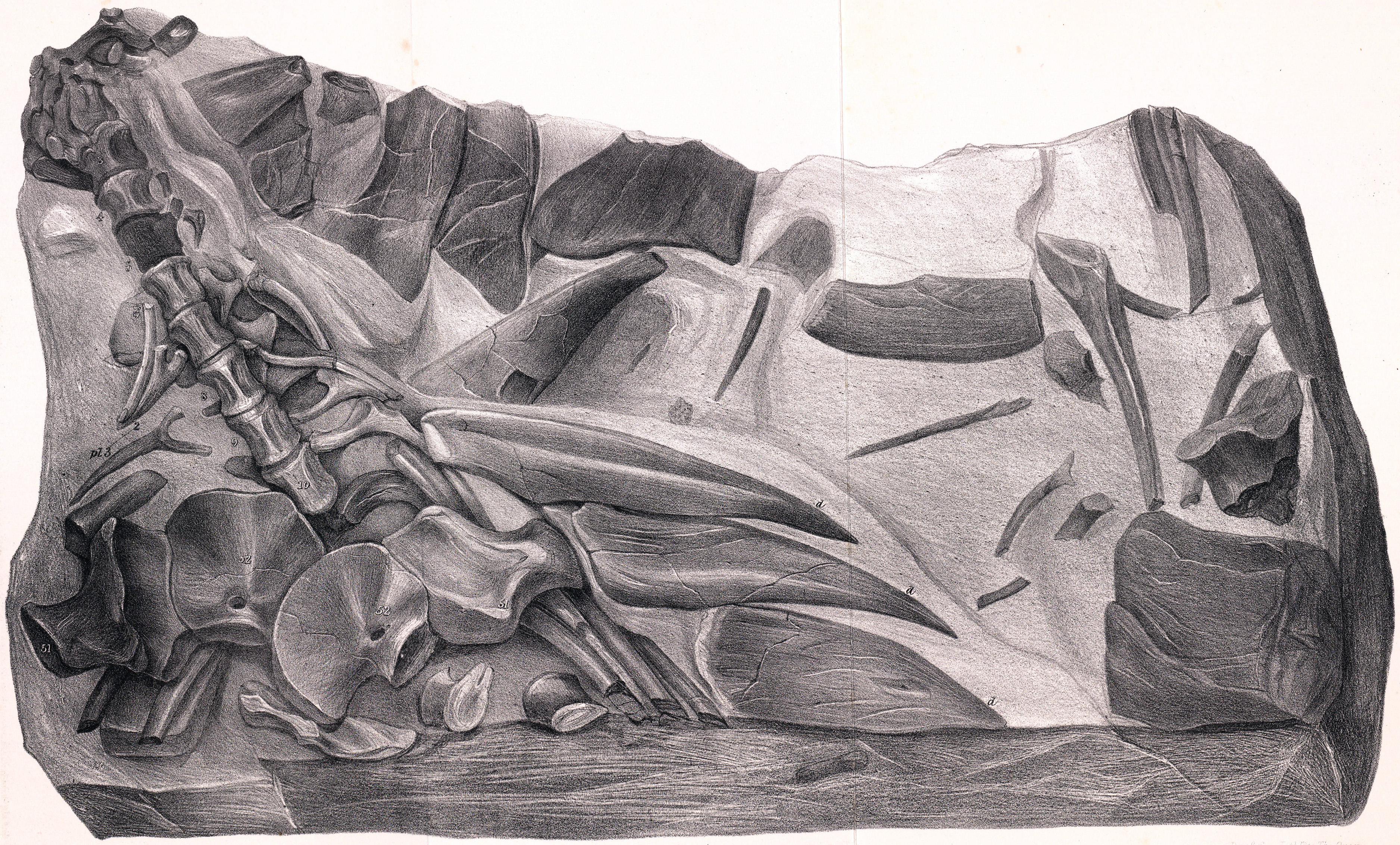
ヒラエオサウルスの発見時の様子

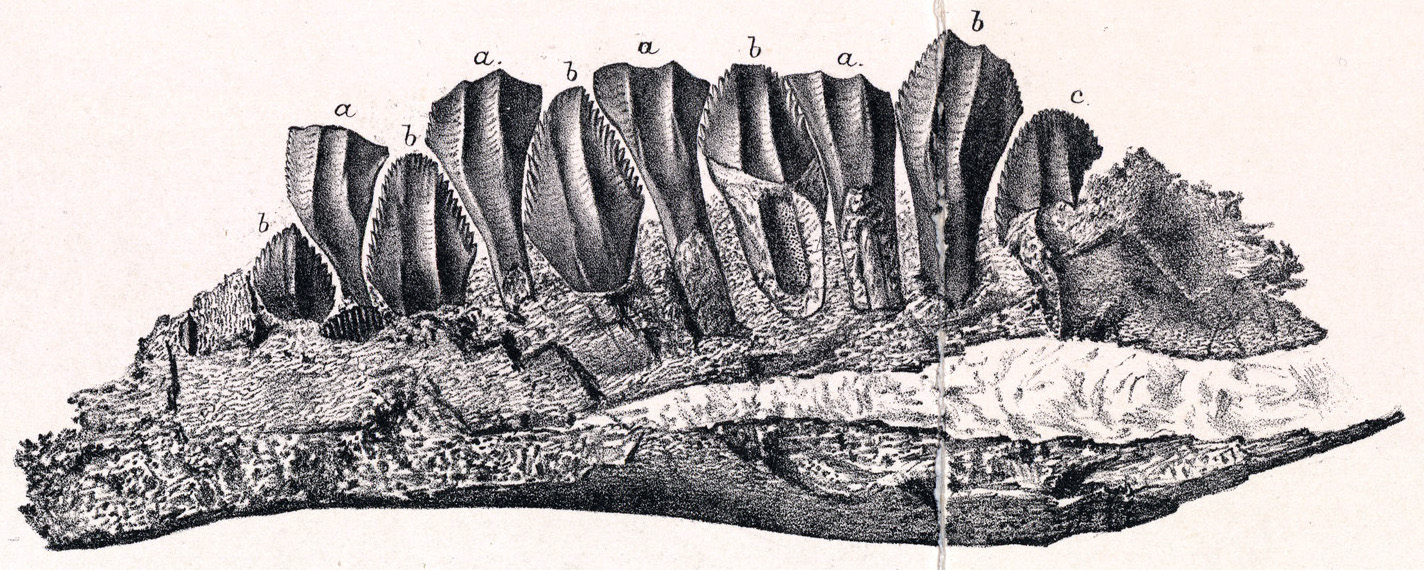
オーウェノドンの下顎骨（正基準標本）

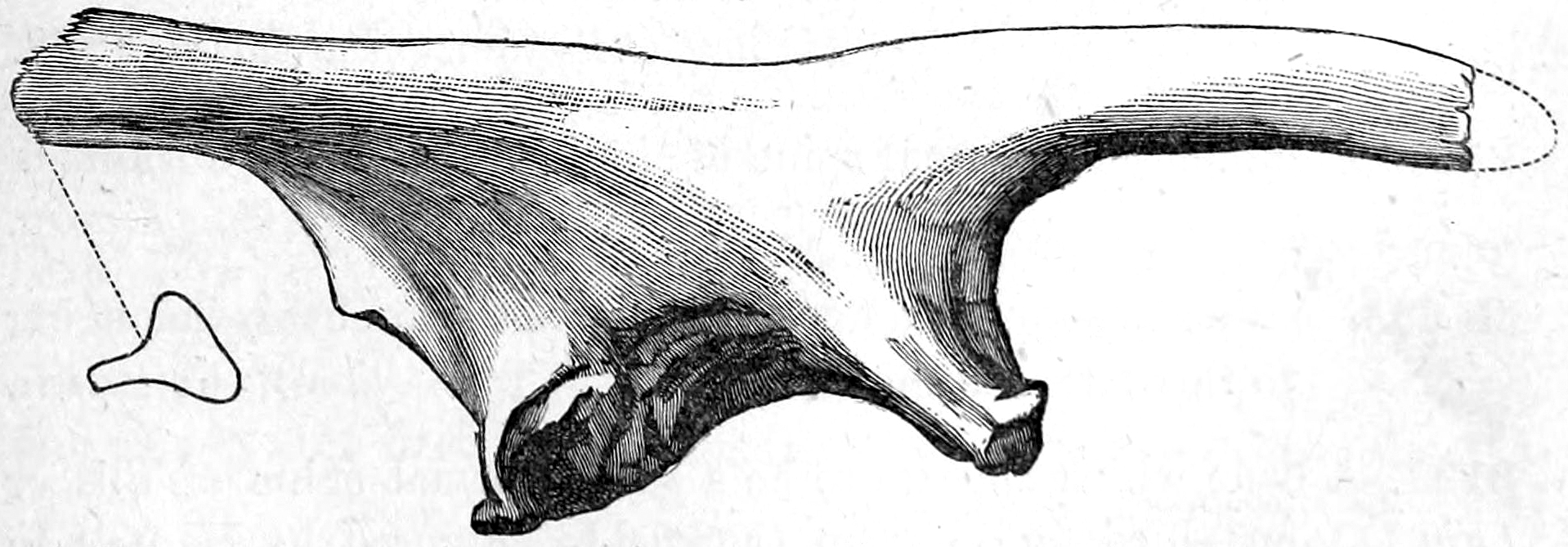
ヴァルドサウルスの腸骨

### 哺乳類 Mammalia
- アルビオンバータル Albionbaatar
  - 発見地：ドーセット（イングランド）
- ボロドン Bolodon
  - 発見地：ドーセット（イングランド）、スペイン
- エクプレポウラクス Ecprepaulax
  - 発見地：ポルトガル
- ジェラードドン Gerhardodon
  - 発見地：ドーセット（イングランド）
- イベロドン Iberodon
  - 発見地：ポルトガル

### 鳥類 Aves
- ユーロリムノルニス Eurolimnornis[1]
- ガロルニス Gallornis[2]
- パラエオクルソルニス Palaeocursornis[1]
- ウィレイア Wyleyia[2]

### 竜盤目 Saurischia
獣脚亜目 Theropoda
- ドロマエオサウロイデス Dromaeosauroides
- エンバサウルス Embasaurus
- ヌテテス Nuthetes

竜脚形亜目 Sauropodomorpha
- アルゴアサウルス Algoasaurus[2]
- ガルヴェオサウルス Galveosaurus[2]
- ペロロサウルス Pelorosaurus[2]
- トゥリアサウルス Turiasaurus[2]
- ゼノポセイドン Xenoposeidon[2]

### 鳥盤目 Ornithischia
- エキノドン Echinodon[2]
  - 発見地：スワネージ、ドーセット（イングランド）
  - ヘテロドントサウルス科。二足歩行の草食恐竜で全長60センチメートル前後。多くの鳥盤類と異なり、上顎に1本か2本の犬歯のような歯を持っていた。

装盾亜目 Thyreophora
- ヒラエオサウルス Hylaeosaurus
- パラントドン Paranthodon
  - 発見地：カークウッド累層、ケープ州（南アフリカ）
  - 全長4メートル、全高1.8メートル。ステゴサウルスの仲間で、ケントロサウルスに似た頭骨が見つかっている。

鳥脚亜目 Ornithopoda
- オーウェノドン Owenodon[2]
- ヴァルドサウルス Valdosaurus
  - 発見地：ワイト島（イングランド）、ニジェール
  - ドリオサウルスの仲間。

### 翼竜目 Pterosaulia
- プラタレオリンクス Plataleorhynchus

### ワニ形上目 Crocodylomorpha
- ダコサウルス Dakosaurus andiniensis
- ゲオサウルス Geosaurus
- ゴニオフォリス Goniopholis
- リスボアサウルス Lisboasaurus
- ステネオサウルス Steneosaurus

タラットスクス亜目 Thalattosuchia
- マキモサウルス Machimosaurus
  - 生息時代：ジュラ紀キンメリッジアンから白亜紀バランギニアン
  - 発見地：オーストラリア、イングランド、ドイツ、ポルトガル、スイス
- ステネオサウルス Steneosaurus
  - 生息時代：ジュラ紀トアルシアンから
  - 発見地：イングランド、フランス、ドイツ、スイス、モロッコ